# 三宅健太
三宅健太（日语：／ Miyake Kenta，1977年8月23日—），日本男性配音員。隸屬於81 Produce。出身於沖繩縣。身高181cm，體重71kg，血型A型。

## 人物
- 主要吹替外國電影和電視劇較多。已婚，有一個兒子，2011年出生[2]。

## 演出作品

### 電視動畫

#### 1990年代
1999年
- 反斗小王子（吉姆）
- 機獸新世紀ZOIDS（帝國士兵）

#### 2000年代
2000年
- 幻想魔傳 最遊記（妖怪）
- 萬有引力（不良B、男娛樂記者、海關官員）
- 神奇寶貝（圈圈熊C）

2001年
- 少年足球（石原丈太郎）
- 鋼鐵天使 2 式（修驗者）
- 企業戰士金太郎（白窪、客）
- （怪盗デ・アール、怪盗ノ・ヨーン）
- 宇宙人形17（警官）
- 名偵探柯南（椿警官）

2002年
- 俠盜王 JING
- 數碼寶貝最前線（皇家騎士 Dynasmon）
- 火影忍者（次郎坊）
- （ジョバンニ・ギャロ）
- 炎之蜃氣樓（大學生3）
- 洛克人EXE（エレキ伯爵、ホエールマン、リーグマン）

2003年
- 復仇天使（蓋茲）
- 一騎當千（太史慈子義、旁白）
- 狼雨（狼爪）
- 槍神O.D.（納森）
- 可樂小子（アブラミー）
- 魔法少年賈修（ガルザ、レイン）
- 時空冒險記（宙斯）
- 真月譚-月姬（ネロ・カオス）
- 音速小子X（ベクター）
- 鼻毛真拳（マイテル、スパークマン、イシカワ・ゴエモン、クリムゾン）
- 坦克王（キャノンガム）
- 最後流亡（ジム）
- 愛酷一族（死神阿飄、エストロイ）
- 洛克人EXE AXESS（エレキ伯爵、ジャンクマン）

2004年
- 御伽草子（渡邊綱）
- 陰陽大戰記（式神 白虎之嵐月）
- 今日開始魔王（不良B）
- 幻之記憶（アヤカの夫）
- 戀風（佐伯耕四郎）
- 攻殼機動隊 S.A.C. 2nd GIG（個別の11人）
- 機獸超世紀（バラフ）
- 天上天下（相良浩治）
- 變形金剛：超能連結（賢神オメガスプリーム、トラフィックガード ランドマイン）
- BLEACH（銀彦、アルデゴル）
- 狂砂小子（蛙一家、のりおの父、橋本）
- 少年冒險王 BEET（アルサイド）
- 棒球大聯盟第一季（徳さん）
- 洛克人EXE Stream（エレキ伯爵）

2005年
- IGPX（ザナック・ストラウス）
- 草莓棉花糖（安娜的父親）
- 植木的法則（平丸男）
- 強殖裝甲（ゼルブブス）
- 克拉斯特學園（工人）
- 地獄少女（楠木義行，第14話）
- 灼眼的夏娜（「千變」修德南）
- 索斯機械獸V（雷鳴加拉加）
- 幻龍記（チャオ･リー）
- 極上生徒會（角元晴男）
- 鬥牌傳說（グラサン、山崎、田原、吉岡）
- 到另一個你的身邊去（紅交嘴雀）
- 蜂蜜幸運草（合田稼頭男）
- 不可思議星球的雙胞胎公主（ホワン）
- 雙戀 Alternative（木下檜吉）
- 黑貓（ガロム）
- 神奇寶貝超世代（希爾斯、小智的頓甲）
- 怪俠佐羅利第二季（プラス電気ウナギ、カレー屋店長、魔王）
- ONE PIECE（贊拜）
- 棒球大聯盟 第二季（早乙女泰造）
- 洛克人EXE BEAST（ゾアノジャンクマン、ゾアノホエールマン）

2006年
- 無罪的維納斯（史蒂夫）
- 頭文字DFourth Stage（石井＝パープルシャドウ）
- 牙 -KIBA-（ポリスC）
- 魔女之刃（中田哲）
- 玻璃艦隊（ボンベイ）
- 銀魂（原田右之助、店長、鯱、宇宙船の客、小石）
- 星際海盜（スーパーソウル）
- 結界師（牙銀）
- THE THIRD～蒼之瞳的少女～（ケヴィン、評議会議員）
- 黑騎士（斯塔古斯）
- 驅魔少年（舒堅·保靈古（司金·波力克））
- .hack//Roots（俵屋/藤太）
- 天保異聞 妖奇士（迦納 政之進）
- 親愛芳鄰（有坂姉妹的父親）
- 非戰特攻隊：帝國陸軍情報部第3課（藍戴爾·歐蘭多）
- 神奇寶貝鑽石&珍珠（坂木（2代目）、真司的電擊怪→電擊獸→電擊魔獸、赤日、飯野イイゾー）
- 洛克人EXE BEAST+（エレキ伯爵）

2007年
- 瀨戶的花嫁（瀨戶 豪三郎）
- 灼眼的夏娜II（「千變」修德南）
- 塔麻可吉！第二季（おやじっち、ペン型マシーン、くまっち、家来）
- 魔女獵人（道格拉斯·羅森伯格、ベックマン）
- 鬼太郎第五作（佐竹博之、明）
- 天元突破紅蓮螺巖（邱扎克（獸人軍小隊長））
- 神奇寶貝不可思議的迷宮 時間探險隊 黑暗探險隊（尖牙陸鯊）
- Baccano!（貝爾格・甘德魯、角砂糖）
- 旋風管家（克勞斯、鯉神、アレスター B. セバスチャン）
- 魔人偵探腦嚙涅羅（西村太樹）
- （オオカミ）
- 月亮的距離第一季（艾倫）
- 新勇者萊汀（新垣、ジンザン）
- 灣岸競速（北見淳）
- 魔法人力派遣公司（紫藤辰巳）
- 棒球大聯盟 第三季（早乙女泰造）
- 名偵探柯南（榊一馬）
- 一騎當千 Dragon Destiny（黄忠漢升、旁白）

2008年
- 雨夜之月（蘇芳）
- 卡辛 Sins（機器人）
- CHAOS;HEAD（野呂瀨玄一）
- 神薙（涼城怜悧）
- 狂亂家族日記（ド＝ゴーン）
- 哥爾哥 13（トーマス）
- 偶像宣言STAGE3（雪野金太郎）
- 死後文（清澄才藏）
- 純情羅曼史（田中先生）
- 純情羅曼史2（田中先生）
- 秀逗魔導士Revolution（砲兵A）
- 楚楚可憐超能少女組（山田惟光、馬斯魯大鎌）
- 泰坦尼亞（亞舒曼·泰坦尼亞）
- 出包王女（モジャック将軍）
- 二十面相少女（ムタ）
- 企鵝的問題（渡辺ゴードン、清掃員、鬼ボス、大叔、熊、男ベッカム）
- 伯爵與妖精（スレイド）
- Battle Spirits 少年突破馬神（謎之大人）
- 秘密 -The Top Secret-（佐佐木恒彦）
- 蒼色騎士（赫爾曼·扎爾查）
- （ウイグル）
- 超時空要塞Frontier（鮑比·馬爾格、早乙女嵐藏）
- 魍魎之匣（國文老師、工人）
- 十字架 + 吸血姬第二季（雪男）
- 一騎當千 Great Guardians（黄忠漢升）
- 棒球大聯盟 第四季（フォックス、ゴードン、日教大野球部監督、医者）

2009年
- 決鬥王 クロス（チャッピー）
- 蒼天航路（樂進、李烈）
- SOUL EATER 噬魂者（ホワイト☆スター）
- DARKER THAN BLACK -流星的雙子-（鎮目弦馬）
- 戰鬥司書 The Book of Bantorra（明斯＝伽扎因）
- （とうなすの権太）
- 鋼之鍊金術師 FULLMETAL ALCHEMIST（斯卡、ガーフィール）
- Phantom ～Requiem for the Phantom～（華勒斯上尉）
- 神奇寶貝與不可思議的迷宮 空之探險隊～最後的冒險（黑夜魔靈）
- 戰鬥陀螺 鋼鐵奇兵（辨慶）
- RIDEBACK（山本力）
- 死神（夏綠蒂·克爾洪）
- 旋風管家 第二季（克勞斯）
- Battle Spirits 少年突破馬神（マッチョ）
- 哥爾哥 13（兵士）
- 鬼太郎 第五作（輪入道）

#### 2010年代
2010年
- 大神與七位夥伴（ボス）
- 半妖少女綺麗譚（村長）
- 逆轉監督（ハウアー）
- 聖痕鍊金士（黄金の声 / 黄金のクェイサー / グレゴリィ）
- 火影忍者疾風傳（感電テクノ）
- Battle Spirits Brave（翼のイオラス）
- 弔帶襪天使（二位一體惡靈）
- 變身！公主偶像（熱井太郎）
- 神奇寶貝超級願望（阪木、黑眼鱷）
- 魔物獵人日記 暖呼呼艾路村（教官）
- 變形金剛進化版（鐵漢）
- 戰鬥陀螺 鋼鐵奇兵 爆（辨慶）
- 企鵝的問題Max（渡辺ゴードン）
- 塔麻可吉！（ぐまっち）
- 一騎當千 XTREME XECUTOR（黄忠漢升）
- 名偵探柯南（島崎望）
- 棒球大聯盟 第六季（ゴードン、フォックス）

2011年
- 新哆啦A夢（小偷）
- 神奇寶貝鑽石&珍珠 特別篇（飯野イイゾー、次郎的超甲狂犀）
- 這樣算是殭屍嗎？（ザリー）
- 魔法禁書目錄II（駒場利徳）
- 戰鬥陀螺 鋼鐵奇兵 4D（辨慶）
- 銀魂'（鯱）
- SKET DANCE（武光振藏）
- 緋彈的亞莉亞（弗拉德）
- Sacred Seven（鏡的父親）
- 神樣DOLLS（枸雅篤史）
- 丹特麗安的書架（紅髮男）
- 爆漫王2（武光振藏〈客串〉）
- 世界一初戀2（田中）
- 灼眼的夏娜III（「千變」修德南）
- UN-GO（山本定信）

2012年
- 惡魔高校D×D（小咪露）
- 要聽爸爸的話！（花村學長）
- 刀劍神域（尤金）
- 櫻花莊的寵物女孩（警衛）
- 新哆啦A夢（汽車警衛）

2013年
- 魔王勇者（東砦守將）
- THE UNLIMITED 兵部京介（馬斯魯大鎌）
- 打工吧！魔王大人（九流）
- 星光少女 Rainbow Live（福原煎太郎）
- 旋風管家Cuties（克勞斯）
- 召喚惡魔Z（內科醫生麗華）
- 進擊的巨人（米可·薩卡利亞斯）
- 翠星上的加爾岡緹亞（人妖）
- 噬血狂襲（魯道夫·奧斯塔赫）
- 神奇寶貝XY（阪木、小次郎的好啦魷、可爾妮的豪力、皮耶爾先生、福爺的口呆花）
- 新哆啦A夢（導演、跌倒專家Z）

2014年
- 未來卡片 戰鬥夥伴（轟鬼玄馬、花薔薇艾爾夫）
- JOJO的奇妙冒險 星塵鬥士（穆罕默德·阿布德爾）
- 極黑的布倫希爾德（幹部）
- 月刊少女野崎同學（宮前劍）
- 七大罪（崔哥）

2015年
- 暗殺教室（鷹岡明）
- 夜晚的小雙俠（東茲拉）
- 純潔的瑪利亞（伊萬）
- 可塑性記憶（東雲）
- 血界戰線（電影中的弟弟）
- 亞爾斯蘭戰記（克巴多）
- 銀魂°（鯱、原田右之助）
- 未來卡片 戰鬥夥伴100（轟鬼玄馬、花薔薇艾爾夫、ゲンマロボ）
- 潮與虎（羽生道雄）
- 下流梗不存在的灰暗世界（轟力雷樹）
- 那就是聲優！（海原）
- OVERLORD（科塞特斯）
- 純情羅曼史3（田中）
- 監獄學園（洗衣業者）
- 進擊！巨人中學校（米可·薩卡利亞斯）
- 彗星·路西法（初·多·蒙）
- Concrete Revolutio～超人幻想～（冬）

2016年
- 名偵探柯南（中间台悟 #808-809）
- 舞武器·舞亂伎（莫賽斯）
- 魔法護士小麥R（松川虎之介）
- Schwarzesmarken（華特·克流格爾）
- 未來卡片 戰鬥夥伴DDD（轟鬼玄馬）
- 我的英雄學院（歐爾麥特）
- Re：從零開始的異世界生活（卡德蒙）
- 魔奇少年 辛巴達的冒險（馬哈德）
- 亞爾斯蘭戰記 風塵亂舞（克巴多）
- NEW GAME!（丹迪馬克斯）
- 槍彈辯駁3 －The End of 希望峰學園－未來篇 （格雷特·戈茲）
- 時間飛船24（鈴木）
- 舞武器·舞亂伎 星之巨人（莫賽斯）
- 精靈寶可夢 太陽&月亮（阪木、卡奇的爆焰龜獸[3]）

2017年
- 龍族拼圖X（巴托那）
- 精靈寶可夢 太陽&月亮（瑪奧的父親[4]）
- 數碼暴龍宇宙-應用怪獸（時間獸）
- 我的英雄學院 第2期（歐爾麥特）
- 進擊的巨人 第二季（米可·薩卡利亞斯）
- 黑色推銷員NEW（宇土泰造）
- 偶像時間星光樂園（大神田川巴伐利歐）
- 不要輸！！惡之軍團！（晴太的父親）
- 烙印勇士 次篇（左德）
- 天使的3P！（尾城健太）
- NEW GAME!!（丹迪馬克斯）
- 咕嚕咕嚕魔法陣（南爺）
- 時間飛船24 逆襲的三惡人（鈴木）

2018年
- 名侦探柯南（漆原史昭）
- OVERLORD II（科塞特斯）
- 閃電十一人 戰神的天秤（岩戶高志）
- 我的英雄學院 第3期（歐爾麥特）
- Banana Fish（肯·布拉多）
- OVERLORD III（科塞特斯）
- Radiant 虛空魔境（托爾克[5]）
- 東京喰種:re 第2期（鉢川忠）

2019年
- 路人超能100 II（柴田）
- 傀儡馬戲團（赫雷昆）
- ONE PIECE（茉莉）
- 星光王子 KING OF PRISM -Shiny Seven Stars- （G.o.d. I）
- 異世界四重奏（科塞特斯）
- 我的英雄學院 第4期（歐爾麥特）
- 名侦探柯南（高濑林太郎）
- 花牌情緣3（原田秀雄[6]）
- 寶可夢 旅途（卡比獸、訓練師、坂木、司機、主持人）

#### 2020年代
2020年
- 寶可夢 旅途（快龍、噴火龍、不動產商、蚊香泳士、盔甲鳥、吼爆彈、實況、美錄梅塔、樂天河童）
- BREAKERS（成田健、旁白）
- 22/7（合田蒼）
- 異世界四重奏2（科塞特斯）
- 神之塔（雷克·萊科雷斯）
- 更多!怪俠佐羅利（嘭嘭太）
- 刀劍神域 Alicization War of Underworld -THE LAST SEASON-（尤金）
- 刃牙 第2期（傑克·範馬）
- 彼得·格里爾的賢者時間（安東尼奧·斯巴達克斯）
- 閃躍吧！星夢☆頻道（山田、ペンギン先生、タッキー、Tucky Rice2）
- 總之就是很可愛（區役所職員）
- 黃金神威 第3期（岩息舞治）
- 在魔王城說晚安（摩爾根）

2021年
- 慕留人-火影忍者新世代-（襤褸）
- 寶可夢 旅途（玄場、獵人、鐵掌力士、電擊魔獸、冰砌鵝、超甲狂犀、武道熊師〈一擊流的樣子〉、布魯圖斯）
- SK8 the Infinity（影〈比嘉廣海〉）
- BACK ARROW（丁寶和）
- 我的英雄學院 第5期（歐爾麥特）
- 哥吉拉 奇異點（麥可·史蒂文）
- 影宅（約瑟夫）
- 戰鬥員派遣中！（恩格爾）
- 東京復仇者（阪泉）
- Deji Meets Girl（比嘉海星）
- 進化果實～不知不覺踏上勝利的人生～（薩奇亞·基爾弗德）
- 因為不是真正的夥伴而被逐出勇者隊伍，流落到邊境展開慢活人生（達南[7]）
- 國王排名（伯斯[8]）
- 蠟筆小新（阿畑光〈中之人〉）
- 勇者鬥惡龍 達伊的大冒險（羅卡）
- 百萬噸級武藏（岩田·哲夫）

2022年
- 寶可夢 旅途（轟擂金剛猩、丹帝的噴火龍、巨金怪）
- 平家物語（源義仲〈木曾義仲〉）
- 現實主義勇者的王國重建記（吉科馬）
- 史上最強大魔王轉生為村民A（萊薩[9]）
- 異世界迷宮裡的後宮生活（亞藍[10]）
- OVERLORD IV（科塞特斯）
- 聯盟空軍航空魔法音樂隊 光輝魔女（喬的父親）
- 家裡蹲的日常（小町、甥吉）
- 百萬噸級武藏 Season2（岩田·哲夫）
- 彼得·格里爾的賢者時間 Super Extra（安東尼奧·斯巴達克斯）
- 菜鳥鍊金術師開店營業中（安德烈）
- 福星小子（溫泉符號[11]）
- 數碼寶貝幽靈遊戲（黑暗騎士獸）
- 闇影詩章F（沃頓·克拉夫特）

2023年
- 我想成為影之強者！（奎頓）
- 大雪海的卡納（加爾吉）
- 寶可夢 旅途 目標是寶可夢大師（音波龍、凍原熊、吼吼鯨、快龍、坂木）
- 怕痛的我，把防禦力點滿就對了2（塔主）
- 狩火之王（油百七[12]）
- 我的英雄學院 第6期（歐爾麥特）
- HIGH CARD 至高之牌（道格拉斯·巴塔卡普）
- 最強陰陽師的異世界轉生記（豪羅）
- 真·進化果實～不知不覺踏上勝利的人生～（薩奇亞·基爾弗德）
- 物之古物奇譚（挽切）
- 寶可夢 地平線（馬德克[13]）
- 境界服務
- 魔法少女毀滅者（馬庫斯[14]）
- 家裡蹲的日常 第2彈（醫師）
- 國王排名 勇氣的寶箱（伯斯）
- 獻祭公主與獸王（喬茲）
- 殭屍100～在成為殭屍前要做的100件事～（小杉權藏）
- 我的幸福婚約（大海渡征）
- 死神少爺與黑女僕 第2期（狼）
- BLEACH 千年血戰篇-訣別譚-（夏洛特·庫魯風）
- Paradox Live THE ANIMATION（Paradox Devil[15]）
- 我想成為影之強者！ 2nd season（奎頓）
- 地下忍者（旁白）
- 隊長小翼Season2 青少年篇（赫爾曼·卡爾茨[16]）
- 神劍闖江湖－明治劍客浪漫譚－（石動雷十太）
- 咒術迴戰 懷玉·玉折 / 澀谷事變（陀艮）
- MF GHOST 燃油車鬥魂（E·漢尼寧[17]）
- 全力兔（老爺子[18]）
- 鴨乃橋論的禁忌推理（虎毛團吉）
- 破滅的王國（拳頭）
- 『催眠麥克風-Division Rap Battle-』Rhyme Anima +（服部金夢）
- 偶像大師 百萬人演唱會！（星梨花 父）

2024年
- 通靈王FLOWERS（一原龍次[19]）
- 勇氣爆發Bang Bravern（哈爾·金古[20]）
- 福星小子 第2期（溫泉符號）
- 王者天下（馬呈[21]）
- 狩火之王 第2期（油百七[22]）
- 因為不是真正的夥伴而被逐出勇者隊伍，流落到邊境展開慢活人生2nd（達南）
- 最弱魔物使開始了撿垃圾之旅。（歐格托[23]）
- 小酒館Basue（腦筋）
- 公主殿下，「拷問」的時間到了（亞里歐多）
- 我的英雄學院 第7期（歐爾麥特[24]）
- 怪獸8號（怪獸10號[25]）
- 魔王學院的不適任者 II～史上最強的魔王始祖，轉生就讀子孫們的學校～（迪德里希·克雷岑·阿蓋哈）
- 新人大叔冒險者，被最強隊伍操到死成無敵（布羅斯頓·亞修歐格[26]）
- 我要【招架】一切～反誤解的世界最強想成為冒險家～（'鄧達爾格[27]）
- 吉伊卡哇（歐迪）
- 異世界失格（艾爾頓[28]）
- 靠廢柴技能【狀態異常】成為最強的我將蹂躪一切（瑪格納爾的白狼王）
- 神之塔 第2期（雷克·萊科雷斯）
- MF GHOST 燃油車鬥魂 第2期（E·漢尼寧[29]）

2025年
- 我的幸福婚約 第2期（大海渡征）
- 我獨自升級 Season2 -Arise from the Shadow-（卡爾加爾甘）
- 一兆＄遊戲（マッコー）
- 雖然我是注定沒落的貴族 閒來無事只好來深究魔法（蓋伊[30]）
- 在沖繩喜歡上的女孩方言講得太過令人困擾（三線屋的店主）
- 秘密的偶像公主（金田一高介）
- 秘密的偶像公主 環篇（金田一高介）
- 正義使者 -我的英雄學院之非法英雄-（歐爾麥特／八木俊典[31]）
- 全力兔 第2期（老爺子[32]）
- WITCH WATCH 魔女守護者（巴斯特[33]）
- Clevatess -魔獸之王與嬰兒與屍之勇者-（霍格斯[34]）
- 我的英雄學院 FINAL SEASON（歐爾麥特[35]）

2026年
- 雞鬥士（雞志[36]）

### OVA
2008年
- 瀨戶的花嫁OVA（瀨戶豪三郎）

2009年
- 聖鬥士星矢 THE LOST CANVAS 冥王神話（天秤座童虎）

2012年
- 探索者的目標（蘇芳）

2015年
- 探索者的羽翼（蘇芳）

2016年
- OVERLORD（科塞特斯）

2020年
- 失憶投捕OVA（御手洗優作[37]）

2025年
- SK∞ EXTRA PART（比嘉廣海[38]）

### 劇場版動畫
- 永遠之久遠（ガンマ）

2014年
- 劇場版 星光少女 全星選拔 星光☆十強（企鵝老師）

2017年
- 劇場版 窈窕淑女（牛五郎）

2018年
- 忍者蝙蝠俠（班恩）
- 我的英雄學院劇場版：兩個人的英雄（歐爾麥特）

2019年
- 我的英雄學院劇場版：英雄新世紀（歐爾麥特）

2021年
- 我的英雄學院劇場版：世界英雄任務（歐爾麥特）

2022年
- 名偵探柯南：萬聖節的新娘（村中努）
- 劇場版 異世界四重奏 ～Another World～（科塞特斯）
- THE FIRST SLAM DUNK（赤木剛憲[39]）

2024年
- 我的英雄學院劇場版：YOU'RE NEXT（歐爾麥特、黑暗麥特[40]）
- 美妙寵物 光之美少女！The Movie！心跳不已♡遊戲世界大冒險！（貉[41]）

2025年
- ChaO，我代表人類跟人魚結婚了（ネプトゥーヌス国王[42]）

### 網路動畫
2016年
- 兄弟情 最终幻想XV（格拉迪歐藍斯·艾米提亞）
- 怪物彈珠（多姆）

2021年
- 吸血鬼之愛（勝野真澄）

2024年
- 範馬刃牙 VS 拳願阿修羅（傑克·範馬[43]）

### 外語配音

#### 電影
- 傳奇42號（42）（Jackie Robinson〈Chadwick Boseman 主演〉）
- 跳出我天地（Billy Elliot）
- 雷神系列（索爾）
- 復仇者聯盟系列（索爾）
- 動物方城市（蠻牛局長）
- 超級瑪利歐兄弟電影版（庫巴）

### 廣播劇
- 《王樣老師》- 桶川恭太郎（番長）
- 《神的記事本》 - 第四代
- 《是-ZE》- 八代玄間
- 《奮鬥吧！系統工程師》（六本松健造）

### 遊戲
- 新鬼武者（島左近）
- 快打旋風系列（桑吉爾夫）
- 戰國無雙系列（真田丸開始）（真田昌幸）
- 人中之龍（雄哉）
- 人中之龍2（雄哉）
- 人中之龍3（雄哉）
- 人中之龍4（雄哉）
- 人中之龍OF THE END（雄哉）
- 人中之龍5（雄哉）
- 東京放課後召喚師（虎男）
- Dragalia Lost ～失落的龍絆～（庫豹）
- 彈射世界（白、克勞斯）
- LIVE A HERO（帕普拉西亞）
- 瑪利歐&索尼克 AT 奧林匹克運動會系列（貝庫特 - Vector the Crocodile）

2015年
- 蒼翼默示錄系列（SUSANOO）

2016年
- 人中之龍極（雄哉）
- Final Fantasy XV（格拉迪歐藍斯·亞米希提亞）
- 我的英雄学院系列（欧尔麦特）
- 人中之龍6（雄哉）

2017年
- 永遠的7日之都（羅納克）
- 人中之龍極2（雄哉）

2018年
- 人中北斗（賈古雷）
- 蒼翼默示錄：交叉組隊戰 （須佐之男SUSANOO）
- 戰神（克雷多斯）

2019年
- 空戰奇兵7 未知天際（Wiseman）
- JUMP FORCE（欧尔麦特）
- 執劍之刻（伊東一刀齋）

2020年
- 惡靈古堡3 重製版（尼可來·吉諾比耶夫）
- 魔法禁書目錄 幻想收束（駒場利徳、「千變」修德南）

2025年
- 優米雅的鍊金工房 ～追憶之鍊金術士與幻創之地～（艾哈德）

### 布袋戲
- Thunderbolt Fantasy 東離劍遊紀2（歿王）

### BLCD
- 是-ZE-2 Drama CD（八代玄間）

### 其他
- あの歌がきこえる
- 快樂快樂月刊廣告（旁白）
- 携帯コンテンツ マーベリック・スパイ -秘密の島のスパイたち-（ヴィクター・リー）

## 外部連結
- （日語） 81 Produce的介紹頁面
- （日語） 本人的網誌（页面存档备份，存于）